# Ælfhun (évêque de Londres)
Pour les articles homonymes, voir Ælfhun.
Pour l'évêque de Dunwich, voir Ælfhun (évêque de Dunwich).
Ælfhun est un ecclésiastique anglo-saxon du début du XIe siècle. Il est évêque de Londres pendant une dizaine d'années jusque vers 1014.

## Biographie
Ælfhun est peut-être abbé du monastère de Milton, dans le Dorset, avant d'être élu évêque de Londres pour succéder à Wulfstan, promu archevêque d'York en 1002. Lorsque Sven à la Barbe Fourchue envahit l'Angleterre, en 1013, Ælfhun s'enfuit en Normandie avec les princes Édouard et Alfred. Il est remplacé à Londres par Ælfwig, sacré au début de l'année 1014, ce qui implique qu'il a démissionné ou qu'il est mort avant cette date, bien qu'il témoigne encore sur des chartes en qualité d'évêque en 1015.